# Renato Turano
Renato Turano (né le 2 octobre 1942  à Castrolibero et mort le 5 décembre 2021 à Chicago) est un homme politique italo-américain.

## Biographie
Renato Turano résidait à Chicago dans l'Illinois
Élu le 25 février 2013, sénateur du Parti démocrate, lors des élections générales italiennes de 2013 dans la circonscription de l'Amérique du Nord et centrale, Renato Turano est un entrepreneur qui s'inscrit au groupe mixte. Il avait été élu sénateur de 2006 à 2008, sur la liste de l'Union, toujours comme représentant des citoyens italiens résidant en Amérique du Nord et centrale.